# Frycz (herb szlachecki)
Frycz (Fritsch) – herb szlachecki.

## Opis herbu
W słup na polach złotym i błękitnym – kolumna srebrna na piedestale z korynckim kapitelem, między dwoma wspiętymi kozłami: srebrnym z prawej, czarnym z lewej strony.
Klejnot: kolumna z godła z kozłem złotym po stronie lewej.
Labry błękitne, podbite złotem.

## Najwcześniejsze wzmianki
Rodzina, pochodząca z Saksonii, osiadła w Polsce za króla Stanisława Augusta; z niej Karol-Abraham otrzymał tytuł baronowski w Saksonii. W roku 1768 otrzymał przywileje szlachty polskiej, a w 1775 indygenat. Rodzina wygasła po bezpotomnie zmarłym Gustawie w 1827 r.

## Herbowni
Jedna rodzina herbownych (herb własny):
Frycz, Fritsch.